# موبی اوپاراکو
موبی اوپاراکو (انگلیسی: Mobi Oparaku؛ زادهٔ ۱ دسامبر ۱۹۷۶) یک بازیکن فوتبال اهل نیجریه است.
وی همچنین در تیم‌های ملی فوتبال نیجریه نیجر بازی کرده‌است.